# Сёгун (мини-сериал, 1980)
«Сёгун» (англ. Shōgun) — мини-сериал 1980 года, историческая приключенческая драма. Экранизация одноимённого романа Джеймса Клавелла.
Действие сериала начинается с момента прибытия голландского судна в гавань Андзиро в апреле 1600 года и заканчивается в сентябре того же года, когда происходит историческая битва при Сэкигахаре (15 сентября), в которой армия Токугавы Иэясу (в романе Ёси Торанага) побеждает войско своего противника Исиды Мицунари (в романе Исидо).
Джон Блэкторн, герой романа Джеймса Клэйвела «Сёгун» (1975), положенного в основу сценария мини-сериала, имел реального исторического прототипа, английского моряка Уильяма Адамса (1564—1620), который попал в Японию в 1600 году, отправившись двумя годами ранее в экспедицию через Магелланов пролив на голландском судне «Лифде» («Милосердие»). Когда корабль разбился на острове Кюсю, Адамс также был заключён в тюрьму в Осаке по ложному навету иезуитов, но вскоре был освобождён и впоследствии пользовался немалым расположением Токугавы Иэясу, для которого он выстроил корабль европейского типа. Уильям Адамс умер в 1620 году, прожив в Японии 20 лет, заведя здесь вторую семью и так и не вернувшись на родину, в Англию. Впоследствии в честь него в Токио (Эдо) назван был квартал Андзин-тё, а его сын (от японки) Джеймс в 1636 году выстроил в честь отца поминальный храм.

## Сюжет
События фильма разворачиваются в апреле-сентябре 1600 года. Голландский корабль «Эразм», управляемый шкипером-навигатором англичанином Джоном Блэкторном, терпит крушение у берегов феодальной Японии. Блэкторн приходит в себя в типичной японской комнате в деревне Андзиро, местное население относится к нему весьма дружелюбно. К несчастью, ему встречается португальский священник-иезуит, настроенный к нему враждебно, поскольку католики считают родину шкипера, протестантскую Англию, а также союзные последней Нидерланды, враждебными странами. Он обвиняет Блэкторна и его команду в пиратстве, и глава местных самураев Оми-сан сажает моряков в яму до прибытия местного даймё (князя), который должен решить их судьбу. Прибывший в Андзиро даймё Касиги Ябу, правитель Идзо, под давлением иезуитов приказывает казнить одного из членов голландской команды.
Блэкторн пытается сопротивляться варварству, но вынужден уступить силе, наблюдая мученическую смерть своего товарища, заживо сваренного в огромном котле. Возмущённый несговорчивостью Блэкторна Оми подвергает штурмана унижению, однако его дядя Ябу-сан переводит англичанина из ямы в удобное жилище. Вскоре в Андзиро прибывает посланец даймё Ёси Торанаги (прототипом послужил Токугава Иэясу), по распоряжению которого Блэкторна отправляют на корабле в Осаку, где влиятельный князь желает познакомиться с ним лично. Шкипер японского судна Васко Родригес (Джон Рис-Дэвис), ненавидящий англичан, проникается симпатией к Блэкторну, показавшему себя в море опытным штурманом, особенно после того, как спасает испанцу жизнь. С этого момента Блэкторна именуют Андзин-сан, что по-японски означает «шкипер». Во время плавания он узнаёт от Родригеса, что в Японии идёт многолетняя гражданская война, и что в настоящее время борьбу за власть ведут могущественные князья Исидо и Торанага.
Так, волею судьбы, Блэкторн попадает в гущу этого междоусобного противостояния. Он завоёвывает доверие жестокого и коварного, но любознательного и справедливого Торанаги, становится со временем его самураем и хатамото, а также завоёвывает любовь прекрасной Тода Марико (Ёко Симада), супруги вассала Торанаги Тода Бунтаро, принявшей католичество.
Однако надеждам англичанина не суждено сбыться. Завоевав любовь Марико, он не в силах преодолеть козни иезуитов и интриги противников Торанаги из Совета регентов. При нападении ниндзя на Осакский замок Марико-сан трагически погибает, а сам Блэкторн едва не лишается зрения. Несмотря на покровительственное отношение могущественного Торанаги, получившего от императора звание сёгуна, штурман лишается своего корабля, заподозрив в его поджоге иезуитов. Но вскоре из адресованного ему письма он узнаёт, что сжечь судно приказала его погибшая возлюбленная, объяснив свои действия тем, что ценит его жизнь больше, чем корабль.
Потеряв корабль, Блэкторн окончательно убеждается, что никогда не вернётся на родину…

## В ролях
- Ричард Чемберлен — Джон Блэкторн
- Тосиро Мифунэ — даймё Ёси Торанага
- Ёко Симада — леди Тода Бунтаро Марико
- Фрэнки Сакаи — даймё Касиги Ябу
- Нобуо Канэко — даймё Исидо
- Юки Мэгуро — Оми-сан
- Хидэо Токамацу — господин Бунтаро
- Тору Абе — Тода Хиромацу
- Хироми Сэнно — Фудзико-сан
- Миико Така — Кири Но Ката
- Акира Сера — старый садовник
- Джон Рис-Дэвис — Васко Родригес
- Алан Бадел — отец Аквила
- Дэмиен Томас — отец Эльвито
- Масуми Окада — брат Михаил
- Владек Шейбал — капитан Чёрного корабля Феррейра
- Майкл Хордерн — отец Доминго
- Мика Китагава — куртизанка Кику
- Атсуко Сано — леди Очиба
- Ринъити Ямамото — «капитан» Ёсинака
- Такэси Обаяси — Урано
- Орсон Уэллс — рассказчик

## Интересные факты
- В роли корабля «Эразм» в сериале снимался построенный в 1973 году в Англии новодел галеона Френсиса Дрейка «Золотая лань», совершившего в 1577—1580 годах второе в истории кругосветное путешествие, который специально для этой цели в 1979 году прибыл в Японию[1].